# Панайот Бъчваров
Панайот Бъчваров (на английски: Panayot Butchvarov) е американски философ от български произход, професор емеритус в Университета на Айова. Бъчваров има значителни приноси в съвременните метафизика, епистемология и етика, и е автор на множество научни публикации и книги в областта на философията.

## Биография
Бъчваров е роден на 2 април 1933 в София, България. През 1949 завършва Втора мъжка гимназия в родния си град, след което постъпва в Робърт колеж в Истанбул, откъдето се дипломира като бакалавър през 1952. През 1954 получава магистърска степен от Вирджинския университет в САЩ, а на следващата година защитава и докторска дисертация в същия университет.
Първоначално работи като инструктор в Университета на Балтимор, а през 1957 постъпва като асистент в Университета на Южна Каролина. Бъчваров получава американско гражданство през 1959 и същата година се прехвърля в Университета на Сиракуза, където работи до 1968, като междувременно става пълен професор през 1966. От 1968 е професор в Университета на Айова, където, през периода 1970 – 1977, ръководи катедрата по философия. След пенсионирането си през 2005, Бъчваров продължава работата си в университета като професор емеритус. Бил е гостуващ професор в Университета на Маями, Университета на Торонто и Академията по философия в Лихтенщайн.
Бъчваров е женен, с две деца.